# Paedophryne kathismaphlox
A Paedophryne kathismaphlox  a kétéltűek (Amphibia) osztályába és  a békák (Anura) rendjébe, a Szűkszájúbéka-félék (Microhylidae) családjába tartozó faj.

## Előfordulása
Pápua Új-Guinea endemikus faja. Az ország Baie Milne tartományában, a Simpson-hegyen, 2170 m-es tengerszint feletti magasságban honos.

## Megjelenése
A Paedophryne kathismaphlox apró békafaj. A megfigyelt hím mérete 10,1 mm, a nőstényeké 10,4–10,9 mm. Háta barna, szabálytalan fekete foltokkal tarkítva. Hasi oldala fekete, szürke foltokkal.